# 캔자스주의 기

캔자스 주의 기

1927년부터 1963년까지 쓰인 기

캔자스의 기는 캔자스주의 깃발이다. 파란 바탕에 캔자스 주의 문장과 주의 상징인 해바라기, 그리고 주의 명칭인 'KANSAS'가 새겨진 형태의 기이다.